# Pistolet maszynowy CETME C2
CETME C2 – hiszpański pistolet maszynowy produkowany przez Centro de Estudios Tecnicos de Materiales Espaciale (CETME) w wersjach kalibru 9 mm Parabellum (na eksport) i 9 mm Largo (na rynek krajowy).